# マキシミリアノ・コルベ
マキシミリアノ・マリア・コルベ（ポーランド語: Maksymilian Maria Kolbe、1894年1月8日 - 1941年8月14日）は、ポーランドのカトリック司祭。アウシュヴィッツ＝ビルケナウ強制収容所で餓死刑に選ばれた男性の身代わりとなったことで知られ、「アウシュヴィッツの聖者」と呼ばれる。カトリック教会の聖人で記念日は8月14日。

## 生涯

### 幼少時代
マキシミリアノ・マリア・コルベ神父（出生名ライムンド・コルベ・Rajmund Kolbe）は、1894年1月8日に当時ロシア帝国の衛星国であったポーランドのズドゥニスカ・ヴォラで、織物職人であるユリオ・コルベとマリア・ドンブロフスカの5人兄弟の次男として生まれた。成長したのは彼と兄のフランシスコ（1892年 - 1945年）と弟のヨゼフ（1896年 - 1930年、後に同じく司祭となる）の3人で、下の2人の弟であるヴァレンチオ（1897年11月1日生）とアントニオ（1900年5月19日生）は夭逝している。
父のユリオ・コルベは、在俗フランシスコ会のリーダーであった。そして、愛国心に富んだ彼は、第一次世界大戦中にポーランド独立のための義勇軍に参加し、ロシア軍に捕らえられ、1914年に処刑されている。母のマリア・ドンブロフスカは、結婚前は修道生活を志したことがあったが、帝政ロシアの統治下にあった地域ではカトリックの修道院は許されていなかったため、修道生活は不可能であった。母のマリアは、1946年5月に76歳で修道院で死去した。
ユリオ・コルベの先祖はボヘミアからの移民であり、「コルベ」はドイツ風の名前であったが、コルベは一生ポーランド人であるという意識を持っていた。ローマの神学校で同級生に「ドイツ人」と言われて、顔は真っ赤になったといわれている。
信心の面では、一家は聖母マリア崇敬が強く、子供時代の聖母マリアの出現に強い影響を受けていた。後の母の回想では、彼は以下のように語っている。

### コンヴェンツアル聖フランシスコ修道会入会
両親は兄をフランシスコを神学校へ進学させるため、ライムンドは家業を継ぐこととなり進学が出来なくなった。ところが助産婦をしていた母の使いで薬局に行った際、薬品のラテン語名をすらすらと言えるライムンドの賢さに薬剤師のコフフスキーは驚き、その後は個人的に勉強を教え、兄と共に中等教育が受けられるよう援助した。
1907年に、ライムンドは兄のフランシスコと共にコンベンツァル聖フランシスコ修道会への入会を決め、ロシアとオーストリア・ハンガリー帝国の国境を越えてルヴォフ（現在はウクライナ領のリヴィヴ）にあるコンベンツァル聖フランシスコ修道会の小神学校に入学した。 彼は数学の才能に恵まれ、数学の授業を担当した教師が「こんな才能をもっているのに司祭になるのは惜しい」と嘆く程であった。この頃に彼はロケットで月に行けると考え、ロケットの図面を描いたという。
1910年、彼は修練院に入ることを許され、翌年の1911年に初誓願をたて、マキシミリアンの名前を与えられた。後の1914年にローマで聖母マリアの崇敬を示すために、さらにマリアの名前を取って、マキシミリアノ・マリアとした。1912年、彼はクラクフに送られ、そしてローマへの留学生に選ばれたが、最初は長上に健康がすぐれないなどの理由で辞退した。しかし、長上の決定に従わなかったことで悩み、結局はローマ行きを決めている。

### ローマ
ローマで彼は哲学、神学、数学および物理学を学んだ。1915年にグレゴリアン大学で哲学の博士号を、そして1919年には神学の博士号を聖ボナベントゥラ大学で取得した。この頃にはフリーメーソンによる記念日の間に、教皇ピウス10世およびベネディクトゥス15世に反対するデモを目撃している。
このできごとは、聖母マリアの取次ぎにより罪人やカトリック教会に敵対する人物、特にフリーメーソンを改心させるために働く聖母の騎士（ミリシャ・インマクラータ）を創立する契機となった。改心という目標に対して彼は非常に真剣であり、不思議のメダイの祈りの後にさらに付け加えた。
1917年10月16日に、6人の志願者と共に神学校聖堂の汚れなき聖母の祭壇の前で聖母へ奉献を行い、「汚れなき聖母の騎士会」を創立した。クラクフにある大神学校の教会史の教授として3年間勤めたが、ローマで感染した結核のため1920年8月から1921年4月まで保養地のザコパネで療養生活を送っている。

### 無原罪の聖母の騎士

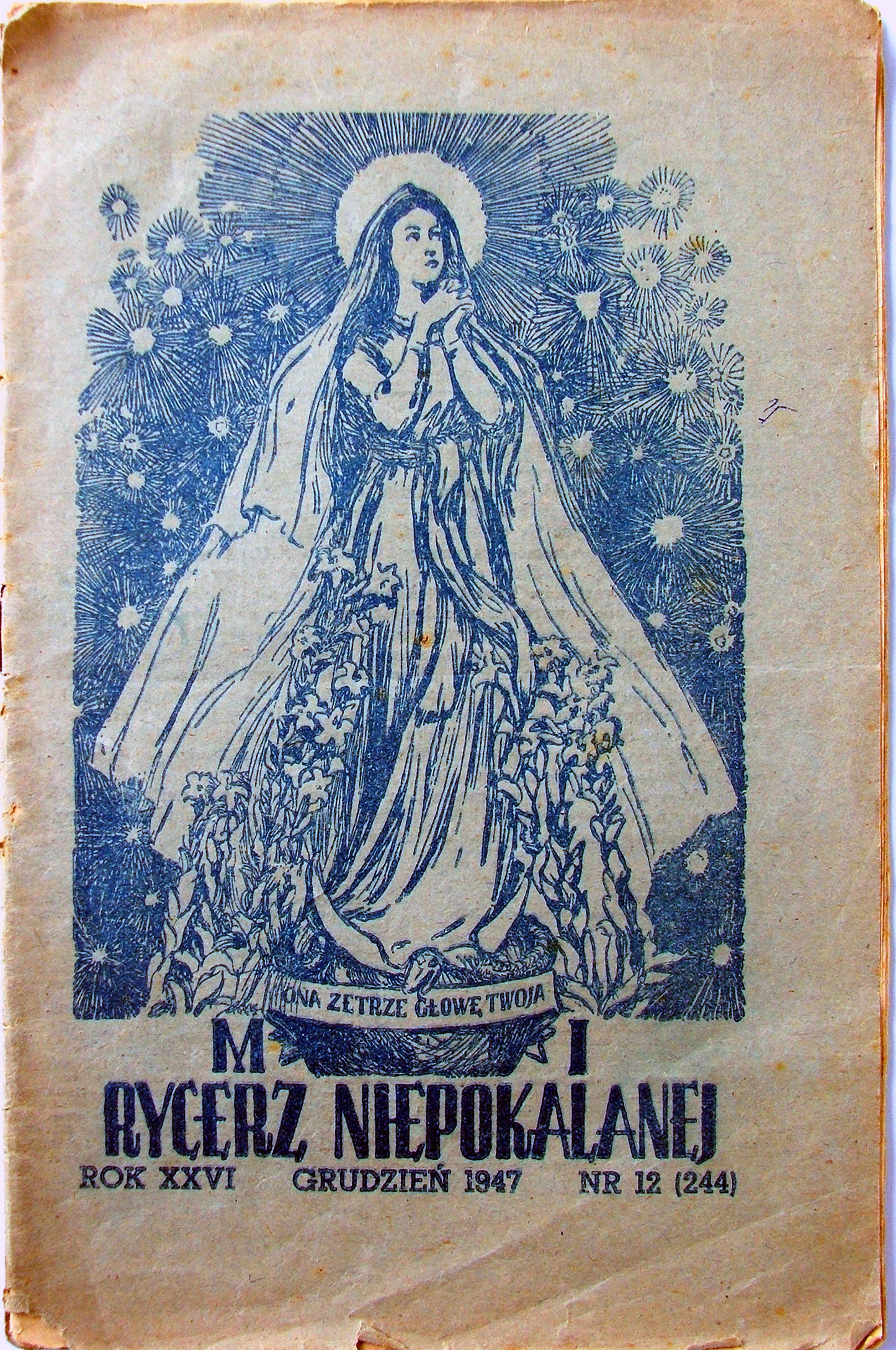
ポーランド語版『無原罪の聖母の騎士』

その後、出版による布教活動を志したコルベは1922年に初めて『無原罪の聖母の騎士』(Rycerz Niepokalanej)を執筆し出版した。部数は5,000部で、執筆者は神父一人であった。
同年にグロドノの修道院に移り、当地での出版活動を開始した。この頃には、コルベと共に後に日本に宣教に来ることになるゼノ・ゼブロフスキー修道士と出会っている。

### ニエポカラノフ
グロドノが手狭となり、活動の拠点を移動する必要に迫られたコルベは、新たな土地を探していた。そのとき、ドウルッキ・ルベッキ公爵はワルシャワの近くに所有する土地を寄贈するということになったが、当初の条件はルベッキ公爵の父のために永久的に追悼ミサを捧げることであった。
コルベは土地が聖母のものであるとして、真っ先にマリア像を立てた。ところが、会議で条件である永久的に追悼ミサを捧げることを断ることになったため、ルベッキ公爵は土地の寄贈を撤回し、マリア像を取り除くようにと言った。するとコルベはマリア像は聖母が初めて約束を守らなかったことを示すために残さなければならないと言い、この言葉に打たれたルベッキ公爵は無条件で土地を寄贈した。
1927年にはニエポカラノフ修道院（無原罪の聖母の騎士修道院）を創立し、『無原罪の聖母の騎士』等の出版による宣教に力を入れた。

### 東洋での宣教
コルベは当初、中国での宣教を考えていたが、日本へ布教活動に行くことになったのは、当時ローマに留学していた神学生里脇浅次郎（後の長崎教区大司教および枢機卿）との関りによるものであった。「支那へ布教に行きたいがどうしたら良いでしょうか」と尋ねられた里脇は「支那は政情が不安定だから、しばらく日本で待機したらどうですか」と日本行きを勧め、日本に知人がいないというので、長崎教区の早坂久之助司教あてに紹介状を書いた。コルベを含む5人の宣教師は、1930年3月7日にフランスのマルセイユから上海行きのアンジェ号に乗船し、4月11日に上海に到着した。上海では実業家で慈善家のカトリック信者の陸伯鴻と面識を持ち、援助の申し出を受けたが、布教活動は成功しなかった。この後も陸伯鴻は1931年に来日し、再び援助を申し出ている。
1930年4月24日にコルベ神父、ゼノ修道士、ヒラリオ修道士の3人で長崎に到着すると、早坂司教に『無原罪の聖母の騎士』の出版許可を願った。司教はコルベ師が哲学ならびに神学博士号を持っていることを知ると、長崎教区、大浦神学校で哲学を教えることを条件に出版を許可した。翌月の5月24日には、長崎大浦の仮修道院で日本語版の『無原罪の聖母の騎士』第1号が1万部も発行された。翌1931年5月16日、長崎市本河内に聖母の騎士修道院を設立した。当時の生活は切り詰めたものであり、牛肉、馬鈴薯、牛乳はほとんど口にせず、パンと、麦とニンジンがわずかに泳いだスープと、お茶が主食であった。見るに見かねて信者の精肉店主が、たまに並肉とラードを差し入れた。
1932年5月にはインドで修道院を設立するために神戸から船に乗り、エルナクラムを訪れて、教区の司教から歓迎されて出版の許可も得たが、コルベがポーランドに戻ったこともあり、その後の計画は進まなかった。1933年4月にポーランドでの管区会議に出席するために日本を離れたが、その間に重病であった駐ポーランド公使河合博之のカトリックへの改宗に尽力している。そして再び日本に戻った後、1936年にニエポカラノフ修道院の院長に選ばれたため、5月23日に故国ポーランドに帰国した。

### 帰国後

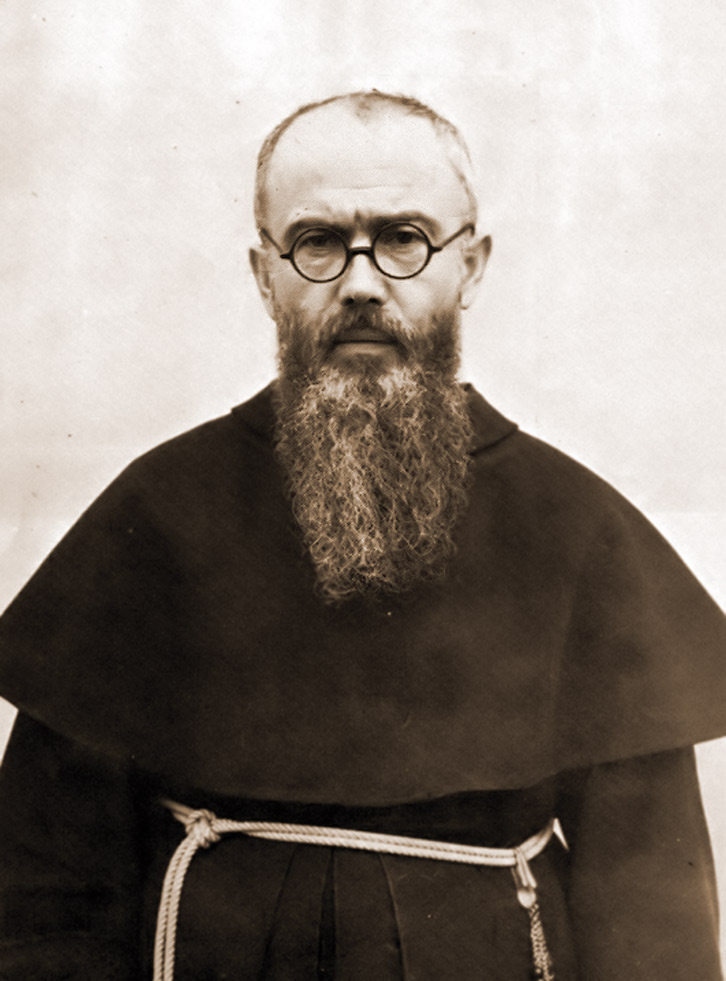
1936年のコルべ

帰国後はニエポカラノフ修道院の院長を務め、出版やラジオなどを通じての活発な布教活動を行った。コルベはこのころには既に将来の戦争と自分の運命を悟っていた。1937年1月10日、彼は一部の修道士に日本で聖母マリアから「確実に天国に行ける」という約束を受けたということを打ち明けている。さらに、1939年2月18日付の日本における後継者であるサムエル・ローゼンバイゲル神父あての手紙で、「戦争が勃発し、送金が出来ない場合に苦境に陥らないように、経常費に関しては自立できるよう徐々によく考えておくのが良いでしょう」と書いている。
1939年9月1日のドイツ軍のポーランド侵攻による第二次世界大戦の勃発により、活動の縮小や停止を余儀なくされた。ニエポカラノフ修道院も病院として接収され、多くの修道者が修道院を去った。
コルベはアマチュア無線家であり、コールサインSP3RNの無線局を開設していた。

### 逮捕、アウシュヴィッツへ

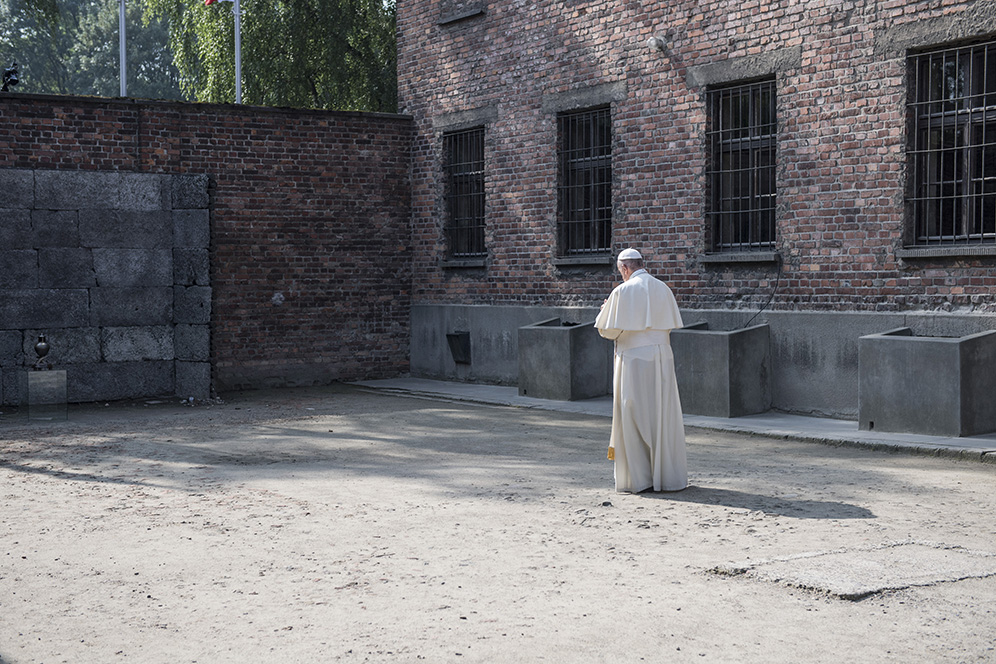
アウシュヴィッツ＝ビルケナウ強制収容所の「死の壁」で祈るローマ教皇フランシスコ（2016年）

同年9月19日、コルベは修道院に残った修道者らと逮捕され、彼らはドイツにあるアムティッツ強制収容所へと収容され、11月にポーランド領にあるオスチェロー強制収容所へ移送された後、12月18日に釈放された。病院となっていたニエポカラヌフ修道院に戻ったコルベたちは、ユダヤ人にもカトリック教徒にも分け隔てなく看護をした。この行為はナチスを刺激し、監視が強化された。どうにかポーランド語版のみ『無原罪の聖母の騎士』の再出版を許可された。修道院には再び多くの人が集まり、食料不足に悩まされた。
1941年2月17日にゲシュタポにより、コルベは4人の神父と共に逮捕された。その理由としては、コルベ神父が発行していた『無原罪の聖母の騎士』や日刊紙がナチスに対して批判的なものであったからとも、当時のナチスはユダヤ人のみではなく、ポーランドにおける有力な人物をも逮捕の対象にしていたからともされる。
コルベの逮捕では、退会したニエポカラノフの元修道士が署名した告訴状が証拠とされたが、ドイツ語の読めなかった元修道士はドイツ語で書かれた文書をいわれるままにサインしただけであり、しかもその文書はゲシュタポによる偽造であった。この後、20人の修道士が彼の身代わりになることを申し出ているが、この申し出は却下されている。
コルベはパヴィアックの収容所に収容された後に、アウシュヴィッツ＝ビルケナウ強制収容所に送られた。囚人番号は16670であった。

### 身代わりの死
1941年7月末、収容所から脱走者が出たことで、無作為に選ばれる10人が餓死刑に処せられることになった。囚人たちは番号で呼ばれていったが、フランツェク・ガイオニチェクというポーランド人軍曹が「私には妻子がいる」と泣き叫びだした。この声を聞いたとき、そこにいたコルベは「私が彼の身代わりになります、私はカトリック司祭で妻も子もいませんから」と申し出た。収容所所長のルドルフ・フェルディナント・ヘスはこの申し出を許可し、コルベと9人の囚人は地下牢の餓死室に押し込められた。
通常、餓死刑に処せられるとその牢内において受刑者たちは飢えと渇きによって錯乱状態で死ぬのが普通であったが、コルベは全く毅然としており、他の囚人を励ましていた。時折牢内の様子を見に来た通訳のブルーノ・ボルゴヴィツ(Bruno Borgowiec)は、牢内から聞こえる祈りと歌声によって餓死室は聖堂のように感じられた、と証言している。2週間後、当局はコルベを含む4人はまだ息があったため、病院付の元犯罪者であるボスを呼び寄せてフェノールを注射して殺害した。
ボルゴヴィツはこのときのことを以下のように証言している。
亡骸は木の棺桶に入れられ、翌日のカトリック教会では大祝日にあたる聖母被昇天の日である8月15日に火葬場で焼かれた。コルベ神父は生前、聖母の祝日に死にたいと語っていたといわれている。

## 列聖

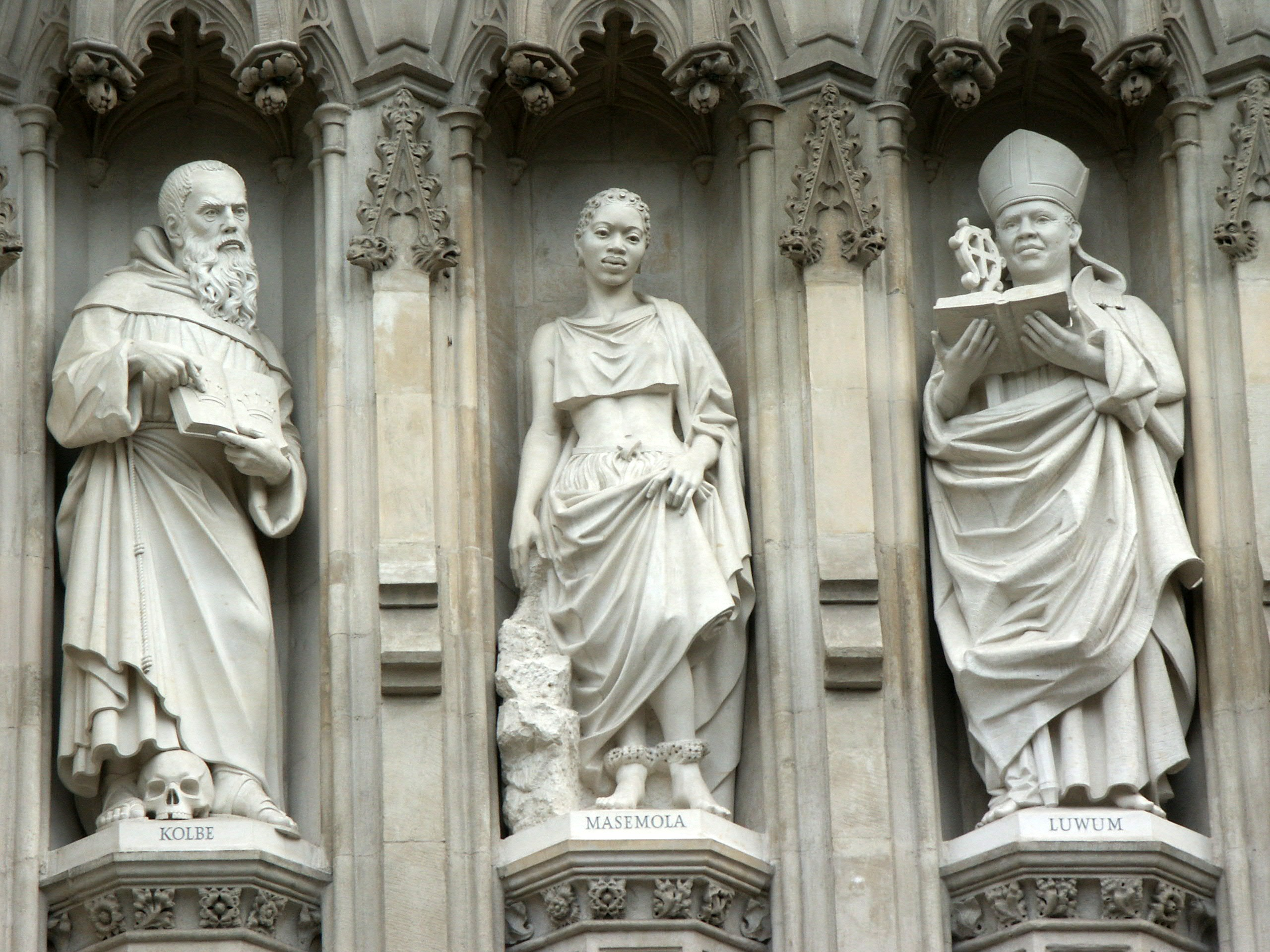
ウェストミンスター教会に掲げられている聖コルベ像(左端)

1971年10月17日にパウロ6世によって列福され、1982年10月10日に同国出身の教皇ヨハネ・パウロ2世によって列聖された。列福式および列聖式の場には、コルベに命を助けられたガイオニチェクの姿もあった。ガイオニチェクは奇跡的に終戦まで生き延びて解放され、93歳の天寿を全うするまで、コルベに関する講演を世界各地で続けていた。1998年にはロンドンのウェストミンスター教会の扉に「20世紀の殉教者」の一人としてコルベの像が飾られた。1982年、ポーランドでは“鉄条網を背後に収容者服姿”の図案の記念切手が発行された。ジャーナリスト、政治犯、アマチュア無線、薬物中毒者、家族、そしてプロライフ運動の守護聖人である。